# Strychnos divaricans
Strychnos divaricans är en tvåhjärtbladig växtart som beskrevs av Adolpho Ducke. Strychnos divaricans ingår i släktet Strychnos och familjen Loganiaceae. Inga underarter finns listade i Catalogue of Life.